# Jesús Fernández Collado
Jesús Fernández Collado (Madrid, 1988. június 11. –) spanyol labdarúgó, jelenleg a román első osztályban szereplő Politehnica Iași játékosa.

## Sikerei, díjai
- Real Madrid Castilla:
  - Segunda División B: 2011–12

- CFR Cluj:
  - Liga I: 2018–19, 2019–20